# بريان دويل (سياسي)
بريان دويل (بالإنجليزية: Bryan Doyle)‏ هو سياسي أسترالي، ولد في 13 نوفمبر 1963. حزبياً، نشط في الحزب الليبرالي الأسترالي. وقد انتخب عضو الجمعية التشريعية نيو ساوث ويلز.